# Pycnoepisinus
Pycnoepisinus is een monotypisch geslacht van spinnen uit de familie van de Theridiidae (kogelspinnen).

## Soort
- Pycnoepisinus kilimandjaroensis Wunderlich, 2008